# Гней Домиций Тул
Гней Домиций Тул (на латински: Gnaeus Domitius Tullus) е сенатор на Римската империя през 1 век.
Император Нерон го приема в сената. Император Веспасиан го прави легат в Африка, а император Домициан го прави консул (consul electus) и проконсул в там.
През 98 г. той е суфектконсул на мястото на император Нерва заедно с Траян.